# Daleský pony

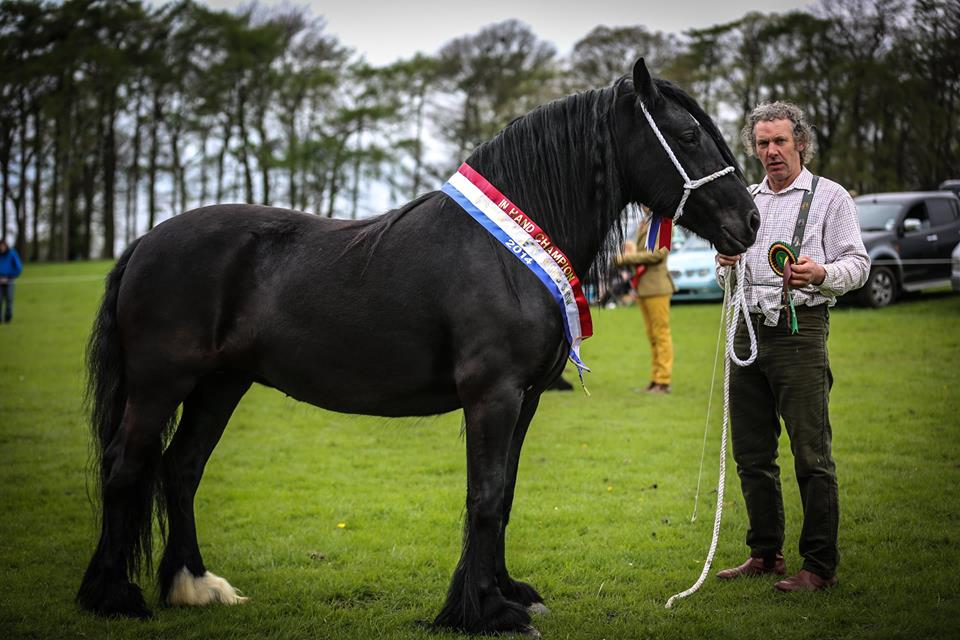
Daleský pony

Daleský pony je plemeno koně, silného horského poníka z britských ostrovů.

## Původ
Je blízce příbuzný fellskému a rovněž pochází z keltského a gallowayského ponyho. Obývá východní svahy Pennin.

## Využití
Podobně jako fellský pony je nesmírně výkonný. Býval běžně používán k dopravě olova z dolů do přístavů a je to všestranný nákladní kůň. Protože utáhne těžké náklady, využívají ho s oblibou sedláci pro nejrůznější těžké zemědělské práce. Je vhodný i pod sedlo, protože má jistý a živý krok a rychlý klus. V 19. století byly daleské klisny kříženy s velšským kobem a s Cometem, šampiónem místních klusáckých dostihů, ve snaze zvýšit rychlost plemene. Všechny daleské poníky lze k tomuto hřebci vystopovat.
S rozvojem motorizované dopravy klesly počty těchto koní a v 50. letech bylo plemeno téměř vyhubeno. S ustanovením Dales Pony Society v roce 1963 však zájem o plemeno i jeho početní stavy opět stouply.
Je to ideální pony pro trekking (jízdu v zápřeži); je vhodný i pro rekreační ježdění, ačkoliv je vzhledem ke své síle vhodnější pro dospělé než děti. Přikřížením anglického plnokrevníka dává daleský pony vynikající skokany a huntery. Zbarvení: černá nebo hnědá, povolena bílá hvězda.
Výška: 134—144,2 cm
Popis: úhledná hlava, silný krk, mohutné, kompaktní tělo, krátké nohy, husté hříva a ocas, rousy.
Povaha: vnímavý,klidný ,výkonný.
Základní využití: ježdění, zemědělské práce, trekking.